# 白腹糙銀漢魚
白腹糙銀漢魚，為輻鰭魚綱銀漢魚目擬銀漢魚科的其中一種，分布於西南大西洋海域，為熱帶魚類，棲息在底中層水域，生活習性不明。